# Zgoda Chodecz Beach Soccer Team
Zgoda Chodecz Beach Soccer Team – polski klub piłki nożnej plażowej, założony w 2015 w Chodczu. Zwycięzca I ligi w sezonie 2021. W tabeli wszech czasów I ligi drużyna znajduje się na 4. miejscu.

## Historia
Drużyna powstała w 2015, debiutując jednocześnie w najważniejszych zawodach w Polsce takich jak: I liga, Puchar Polski, czy nieoficjalnych jak Milenium Beach Soccer Cup. Pierwszym turniejem drużyny były Mistrzostwa Regionu województwa kujawsko-pomorskiego, w którym zawodnicy Zgody zajęli pierwsze miejsce. Gospodarz turniejów I ligi dla grupy południowej w 2015, 2016 oraz 2017.

### Nazwy klubu
| Lata  | Nazwa                           | Uwagi                               |
| ----- | ------------------------------- | ----------------------------------- |
| 2015  | M-G LKS Zgoda Chodecz           | sekcja przy klubie piłki trawiastej |
| 2016- | Zgoda Chodecz Beach Soccer Team | wyodrębnienie się                   |

## Chodecz Beach Soccer Cup
Klub w latach 2015-2016 organizował towarzyski turniej Chodecz Beach Soccer Cup na boisku w Mstowie, w którym udział brały polskie drużyny piłkarskie. W 2019 roku, wraz z otwarciem nowego boiska w podmiejskim Chodeczku klub reaktywował turniej.
| Rok  |                    |                 |                       |
| ---- | ------------------ | --------------- | --------------------- |
| 2015 | Milenium I Gliwice | Zgoda Chodecz   | OK Poddębice          |
| 2016 | Grembach II Łódź   | OK Poddębice    | Zgoda Chodecz         |
| 2019 | Zgoda Chodecz      | KP Łódź U-21    | Junior Hurtap Łęczyca |
| 2020 | Hemako Sztutowo    | Termy Poddębice | Milenium Gliwice      |

### Nagrody indywidualne
| Rok  | Najlepszy strzelec           | Najlepszy bramkarz                  | MVP turnieju              |
| ---- | ---------------------------- | ----------------------------------- | ------------------------- |
| 2015 | Dawid Burzawa (Milenium I)   | Bartłomiej Stolarz (Zgoda)          | nie organizowano          |
| 2016 | Szymon Giętkowski (Zgoda)    | Maciej Marciniak (Grembach II Łódź) | nie organizowano          |
| 2019 | Krzysztof Sut (KP Łódź U-21) | Adam Górski (FC Szarańcza)          | Szymon Giętkowski (Zgoda) |
| 2020 | Paweł Friszkemut (Hemako)    | b/d (Termy)                         | b/d (Milenium)            |

## Boisko
Klub w latach 2015-2018 trenował w Mstowie. Boisko jest własnością pobliskiego ośrodka wypoczynkowego. Od 2019 drużyna przeniosła się na wybudowane boisko w Chodeczku.

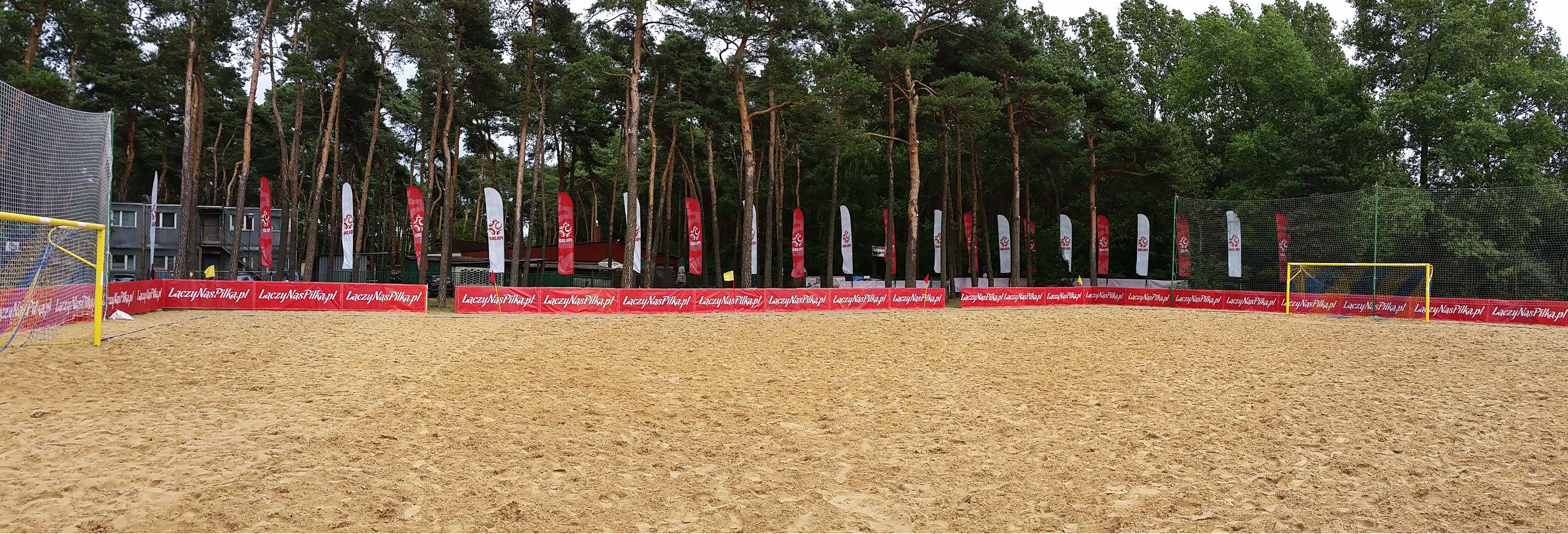
Boisko do piłki nożnej plażowej w Mstowie

## Udział w rozgrywkach
| Sezon | Rozgrywki ligowe | Rozgrywki ligowe          | Rozgrywki ligowe | Puchar Polski     | Uwagi                                                                                           |
| Sezon | Liga             | Liga                      | Miejsce          | Puchar Polski     | Uwagi                                                                                           |
| ----- | ---------------- | ------------------------- | ---------------- | ----------------- | ----------------------------------------------------------------------------------------------- |
| 2015  | II               | I liga (grupa południowa) | 4/9              | faza grupowa      |                                                                                                 |
| 2016  | II               | I liga (grupa południowa) | 6/9              | nie przystępowała |                                                                                                 |
| 2017  | II               | I liga (grupa południowa) | 3/4              | faza grupowa      |                                                                                                 |
| 2018  | II               | I liga                    | 6/8              | 15. miejsce       |                                                                                                 |
| 2019  | II               | I liga                    | 8/9              | nie przystępowała |                                                                                                 |
| 2020  | nie awansowała   | nie awansowała            | nie awansowała   | 9. miejsce        | W związku z pandemią COVID-19 Puchar Polski był turniejem kwalifikacyjnym do Mistrzostw Polski. |
| 2021  | II               | I liga                    | 1/6              | faza grupowa      |                                                                                                 |
| 2022  | I                | Ekstraklasa               | 9/10             | nie przystępowała |                                                                                                 |

## Kadra

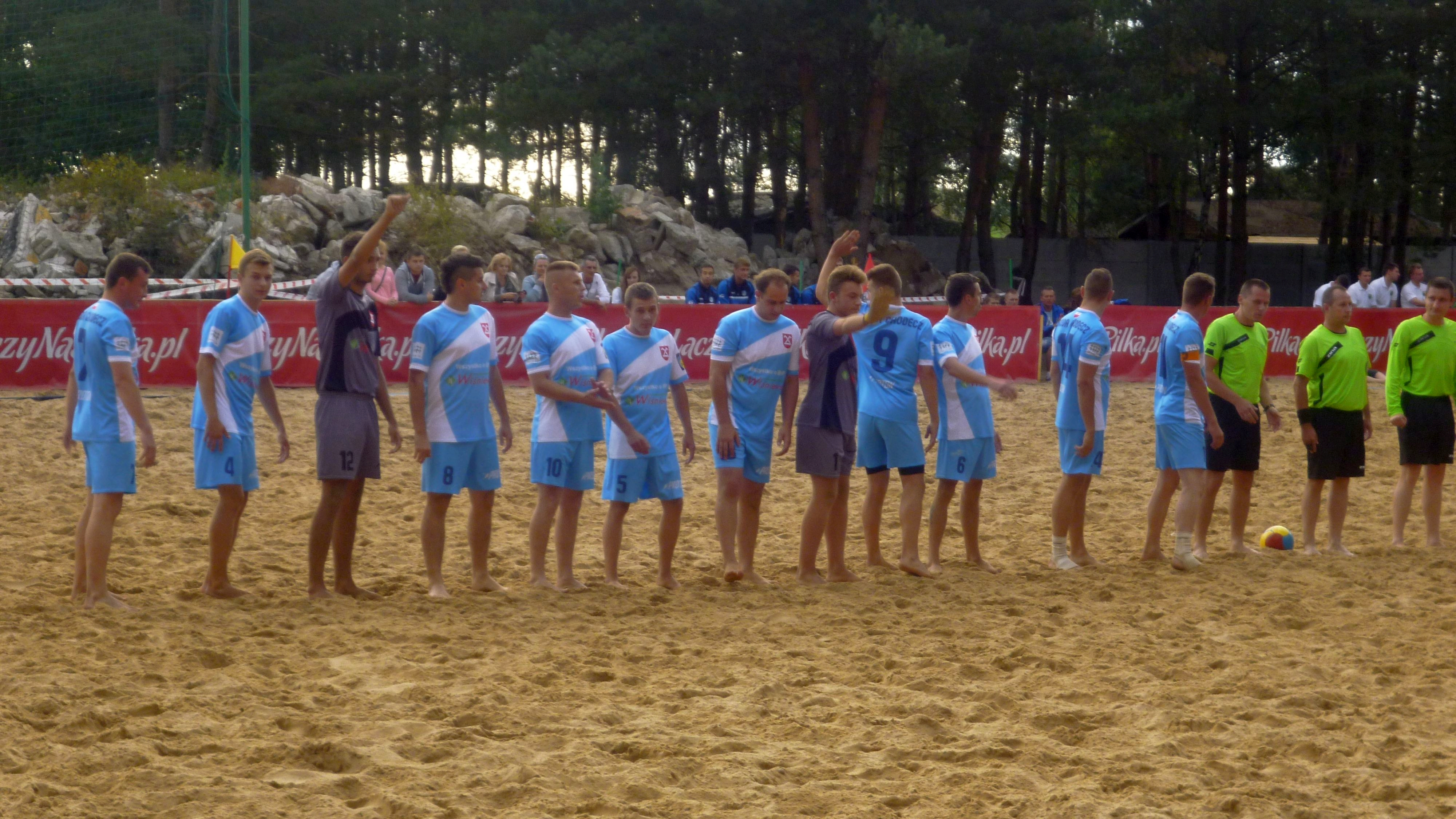
Drużyna podczas turnieju I ligi 2015

Sezon 2021:
| Nr | Poz. | Piłkarz                     |
| -- | ---- | --------------------------- |
| 1  | BR   | Bartłomiej Stolarz          |
| 4  |      | Piotr Nawrocki              |
| 5  |      | Piotr Terlecki              |
| 6  |      | Michał Rosiak               |
| 7  |      | Piotr Kierus                |
| 9  |      | Rafał Serwaciński           |
| 10 |      | Szymon Giętkowski (kapitan) |

| Nr | Poz. | Piłkarz                 |
| -- | ---- | ----------------------- |
| 11 |      | Dominik Becker          |
| 12 | BR   | Przemysław Kazimierczak |
| 15 |      | Rafał Kałużny           |
| 17 |      | Dawid Matuszek          |
| 22 | BR   | Igor Ratajczyk          |
| 25 |      | Łukasz Dormowicz        |